# Vincenzo Gerace
Vincenzo Gerace (Cittanova, 29 giugno 1876 – Roma, 18 maggio 1930) è stato un letterato italiano, vincitore nel 1929 del Premio Accademia Mondadori per la Letteratura Italiana.

## Biografia
Dopo la giovinezza trascorsa in Sicilia  si trasferì a Roma e quindi a Napoli. Fu molto amico di Benedetto Croce. Dopo la prima guerra mondiale insegnò letteratura Italiana all'Istituto Tecnico di Bari ed in seguito tornò a Roma definitivamente dove compose altre sue opere e dove morì il 18 maggio 1930.

## Opere principali
- La grazia, Napoli, 1911., vincitore del premio Rovetta 1911-12
- Storia ideale dell'Io, 1913.
- La tradizione e la moderna barbarie, Foligno, 1927.
- La fontana nella foresta, Milano, 1928., vincitore del premio Accademia Mondadori
- Variazioni musicali (a cura di G. Gerace), Milano, 1934.